# Chloroclysta clara
Chloroclysta clara là một loài bướm đêm trong họ Geometridae.